# اوبررباخ (وستروالدکرایس)
اوبررباخ (وستروالدکرایس) (به آلمانی: Obererbach) یک شهر در آلمان است که در وستروالدکرایس واقع شده‌است. اوبررباخ ۵۱۱ نفر جمعیت دارد.